# 田口万莉
田口 万莉（たぐち まり、1987年3月10日 - ）は、関西を中心に活動するタレント。松竹芸能所属。

## 略歴
- 京都府京都市出身で、血液型はO型。兄2人。3人兄弟の末っ子。身長153cm、体重43kg。2022年10kg増
- 2006年6月から、MBSラジオ『ヤングタウン日曜日』の新アシスタントに抜擢される。
  - 当初は松竹芸能俳優部に所属。タレント養成所で女優紅萬子から指導を受ける。現在は松竹芸能の女性タレント部に所属し、女タレ(じょたれ)として活動。
- 私立京都光華中学校時代に新体操クラブ向陽新体操クラブに所属。
- 中3時に京都ジュニア新体操選手権大会で優勝し、中学校総合体育大会（全国大会）に出場。
- 京都外大西高等学校1年時に全国高等学校総合体育大会（インターハイ）出場。
- 高1で新体操を辞め、17歳で沖縄アクターズスクール京都校に入る。
- 2023年7月18日、パク・ジュニョン似の男性との結婚を発表[1][2]。

## 人物
- オフィシャルHPによるスリーサイズは(B/W/H：76/59/83)、(靴/頭：23.5cm)。
- 母の店は嵐山の京乃ちりめん山椒 毬りん
- 特技は新体操、ダンス。中学生の時から半身浴が趣味である。好物は豚足、ニンニク、剣先するめ、酒。抱かれたい男はチャーリー・ハナム。

## 現在の担当番組
- かもん！おおさかもん！！（J:COMチャンネル、2020年10月 - ）やのぱん
- てっぺんとったるで!（KBS京都、びわ湖放送）やのぱんアシスタント
- ヤングタウン日曜日（MBSラジオ、日曜 22:00 - 23:30）
番組内では笑福亭鶴瓶、錦笑亭満堂、藤林温子（MBSアナウンサー）から、"マリリン"の愛称で呼ばれている。
- 松原晋啓のクマ社長よろBUZZをこめて（KBS京都ラジオ、土曜21:30 - 22:00、アシスタント）きのせひかるの後任
- 中西正男のエラいすんまへん…。(MBSラジオ、2023年11月8日 - 2024年3月27日 水曜18:00-20:00、2024年4月からは月一回 不定期で放送）アシスタント

## 過去の担当番組
- おはよう朝日です（ABCテレビ、2010年4月9日 - 2022年9月）トレンドエクスプレス金曜・チェックザヒッツ担当 ※2019年秋までは「田口まり」名義で出演。
ほろ酔い朝日です（ABCラジオ、2016年5月9日にゲスト出演）
- ジモト満載 ええ街でおま!（J:COM、土曜 14:00 - 15:00、アシスタント）笑福亭鶴光
- やのぱんの生活情報部（KBS京都テレビ、2011年10月 - 2013年3月）火曜日アシスタント
- 西方笑土（NHK総合（関西）、NHK BSプレミアム、2011年4月 - 2012年3月）
- JRA ターフトピックス （グリーンチャンネル、競馬場内ターフビジョン他、2010年 - 2011年）
- ゆうドキッ!（奈良テレビ、月曜〜金曜 17:45 - 18:30）2009年度、2010年度、火曜日担当レポーター
- ま〜ぶる! 竹内弘一のズキュ〜ン（KBS京都ラジオ、火曜10:00 - 14:00、アシスタント）
- Hit&Hit!（ラジオ大阪、アシスタント）

## その他の活動

### 舞台
- 「松竹芸能俳優部公演「あひだ」」(2013年2月15日 - 2月17日、道頓堀ZAZA HOUSE) [3]
- SBK48～旗揚げ大阪公演～（2016年11月22日、松竹芸能 DAIHATSU MOVE 道頓堀角座）[4]

### CM
- 「花王・キュレル」
- 「餃子の点天」
- 「ビアード・パパ」

### 単発番組
- 「大阪情報箱」（テレビ大阪）
- 「ひょうご発信！」（サンテレビ）

### イベント等
- 「Girls Girls Girls!!!」（松竹芸能女性タレントトークライブ）
- 「オーサカキング」（毎日放送）
- TSURUMI WINTER FESTIVAL「J:COM Presents 高校軽音フェスティバル2016」(2016年12月10日、花博記念公園鶴見緑地) - アシスタントMC[5]

## 関連人物
- 笑福亭鶴瓶
- 桂三四郎
- 西靖
- 吉竹史
- 國丸純
- オラリー
- やのぱん